# Gary (Dakota del Sur)
Gary es una ciudad ubicada en el condado de Deuel en el estado estadounidense de Dakota del Sur. En el Censo de 2010 tenía una población de 227 habitantes y una densidad poblacional de 127,21 personas por km².

## Geografía
Gary se encuentra ubicada en las coordenadas 44°47′42″N 96°27′28″O / 44.79500, -96.45778. Según la Oficina del Censo de los Estados Unidos, Gary tiene una superficie total de 1.78 km², de la cual 1.78 km² corresponden a tierra firme y (0%) 0 km² es agua.

## Demografía
Según el censo de 2010, había 227 personas residiendo en Gary. La densidad de población era de 127,21 hab./km². De los 227 habitantes, Gary estaba compuesto por el 96.92% blancos, el 0.88% eran afroamericanos, el 1.76% eran amerindios, el 0% eran asiáticos, el 0% eran isleños del Pacífico, el 0% eran de otras razas y el 0.44% pertenecían a dos o más razas. Del total de la población el 1.32% eran hispanos o latinos de cualquier raza.